# Lijst van Oostenrijkse films
Deze lijst bevat films gemaakt en geproduceerd in Oostenrijk.

## 1900-1949
- Am Sklavenmarkt (At the Slave Market) (1907)
- Die Kaisermanöver in Mähren (Royal Manoeuvres in Moravia) (1909)
- Der Müller und sein Kind (The Miller and His Child) (1911)
- Das Mirakel (1912)
- Trilby (1912)
- Die Jüdin von Toledo (1919)
- Theodor Herzl, der Bannerträger des jüdischen Volkes (1921)
- Sodom und Gomorrha (1922)
- Der junge Medardus (1923)
- Orlacs Hände (1924)
- Die Pratermizzi (1927)
- G'schichten aus dem Wienerwald (1934)
- Im weißen Rößl (1935)
- Der Postmeister (1940)
- Schrammeln (1944)
- Matthäus-Passion (1949)

## 1950-1999
- Der Schuß durchs Fenster (1950)
- Der Weibsteufel (1951) (opening Cannes 1951)
- Die letzte Brücke (1954)
- Sissi (1955)
- Sissi – De jonge keizerin (Sissi - Die junge Kaiserin) (1956)
- Sissi – De woelige jaren (Sissi - Schicksalsjahre einer Kaiserin) (1957)
- Und ewig singen die Wälder (1959)
- Panoptikum 59 (1959)
- Das Erbe von Björndal (1960)
- Der Rote Rausch (1962)
- Der letzte Ritt nach Santa Cruz (1963)
- Das Land des Lächelns (1974)
- Die Wildente (1976)
- Der stille Ozean (1983)
- Oberst Redl (1985)
- Hanussen (1988)
- Funny Games (1997)

## Vanaf 2000
- O Palmenbaum (2000)
- Terror am Strand (2001)
- Die Klavierspielerin (2001)
- Jedermanns Fest (2002)
- Wolfzeit (2003)
- 011 Beograd (2003)
- Der Untergang (2004)
- Antares (2004)
- Freundschaft (2006)
- Slumming (2006)
- Nous nous sommes tant haïs (2007)
- Die Fälscher (2008)
- Ein Augenblick Freiheit (2008)
- Der Fall des Lemming (2009)
- Das weiße Band (2009)
- Amour (2012)
- Bad Fucking (2013)

België · Denemarken · Duitsland · Finland · Frankrijk · Griekenland · Haïti · India · Italië · Luxemburg · Madagaskar · Nederland · Noorwegen · Oostenrijk · Polen · Portugal · Roemenië · Spanje · Tsjechië · Turkije · Zweden · Zwitserland